# Banovac

Banovac aus der Zeit König Stephans V., um 1270 (gelocht, möglicherweise von der Halskette einer Tracht).

Banovac (Plural Banovci; latinisiert Denarius Banalis) ist die Bezeichnung für eine kroatische Silbermünze, die ab der Mitte des 13. Jahrhunderts bis zum Ende des 14. Jahrhunderts in Slawonien (damals Banat des ungarisch-kroatischen Königreichs) geprägt wurde. Die Münze blieb über lange Zeit wertbeständig, gut konvertibel und besaß auch überregional eine gute Reputation.
Der Name Banovac leitet sich von der Bezeichnung Ban, für den kroatischen Fürsten bzw. Provinzverwalter Slawoniens ab. Hauptprägestätte war ab 1255 die slawonische Stadt Pakrac im Nordosten Kroatiens. 1260 wurde die Prägestätte in die spätere kroatische Hauptstadt Zagreb verlegt. Daher gelegentlich auch die Bezeichnung Denarius Zagrabiensis.
Die Münze wirkte als Vorbild noch über Jahrhunderte hinweg. Von 1941 bis 1945 hieß die Währung des sogenannten Unabhängigen Staates Kroatien bezugnehmend auf das Münzbild und den Namen des Banovac Kuna (kroatisch für Marder) und die Scheidemünze Banica. Auch die gegenwärtige Währung der seit 1991 unabhängigen Republik Kroatien heißt wieder Kuna. In Rumänien wurde der Begriff Ban (Plural Bani) zum Begriff für Geld und mit Ban ist auch die dortige Scheidemünze bezeichnet. Auch die Scheidemünze der Republik Moldau heißt Ban.

## Beschreibung
Das Münzbild zeigt hauptsächlich auf dem Avers einen Marder als Wappentier Slawoniens und auf dem Revers das Ungarische Kreuz. Folgende Münzumschriften sind bekannt:
- MONETA REGIS P[RO] SCLAVONIA (häufig)
- MONETA B[ELAE] REGIS P[RO] SCLAVONIA (sehr selten)
- MONETA DVCIS P[RO] SCLAVONIA (sehr selten)
- MONETA REGIS P[RO] VNGARIA (selten)

Die Münze misst etwa 15 Millimeter im Durchmesser und ihr Feingehalt an Silber beträgt etwa 0,66 Gramm.